# Ladzin
Ladzin – wieś w Polsce położona w województwie podkarpackim, w powiecie krośnieńskim, w gminie Rymanów. Leży  przy DW887.
W latach 1975–1998 miejscowość administracyjnie należała do województwa krośnieńskiego.

## Części wsi
| SIMC    | Nazwa   | Rodzaj    |
| ------- | ------- | --------- |
| 0358902 | Belgrad | część wsi |

## Historia
Najstarsze dokumenty o tej miejscowości pochodzą z 1376. Wielokrotnie niszczony przez najazdy tatarskie (1624).  W XIX w. właścicielami Ladzina byli Laskowscy herbu Korab: w 1804 r. Salomea z Kucharskich Laskowska, następnie jej brat Franciszek Laskowski (urodzony ok. 1772, który wspierał powstanie listopadowe przekazując znaczne składki na cele wojskowe), potem jego syn Felicjan Laskowski (1814-1869), który był również dziedzicem Bażanówki, a po śmierci Felicjana w 1869 r. jego syn, Władysław Bernard Laskowski (ur. 1852), który w 1896 roku sprzedał majątek w Ladzinie Stefanii z Grabińskich Drohojowskiej. W 1928 dwór w Ladzinie kupił hodowca koni wyścigowych Kazimierz Ostaszewski. Ostatnią właścicielką była jego córka, Olga z Ostaszewskich Dwernicka.

## Zabytki
- Dworek szlachecki w parku z XIX wieku drewniano – murowany.

## Turystyka
Szlak rowerowy:
- Szlak doliną Wisłoka - 35 km. Pętla: Rymanów, Ladzin, Wróblik Królewski, Wróblik Szlachecki, Milcza, Bzianka, Besko, Mymoń, Sieniawa, Bartoszów, Rymanów.

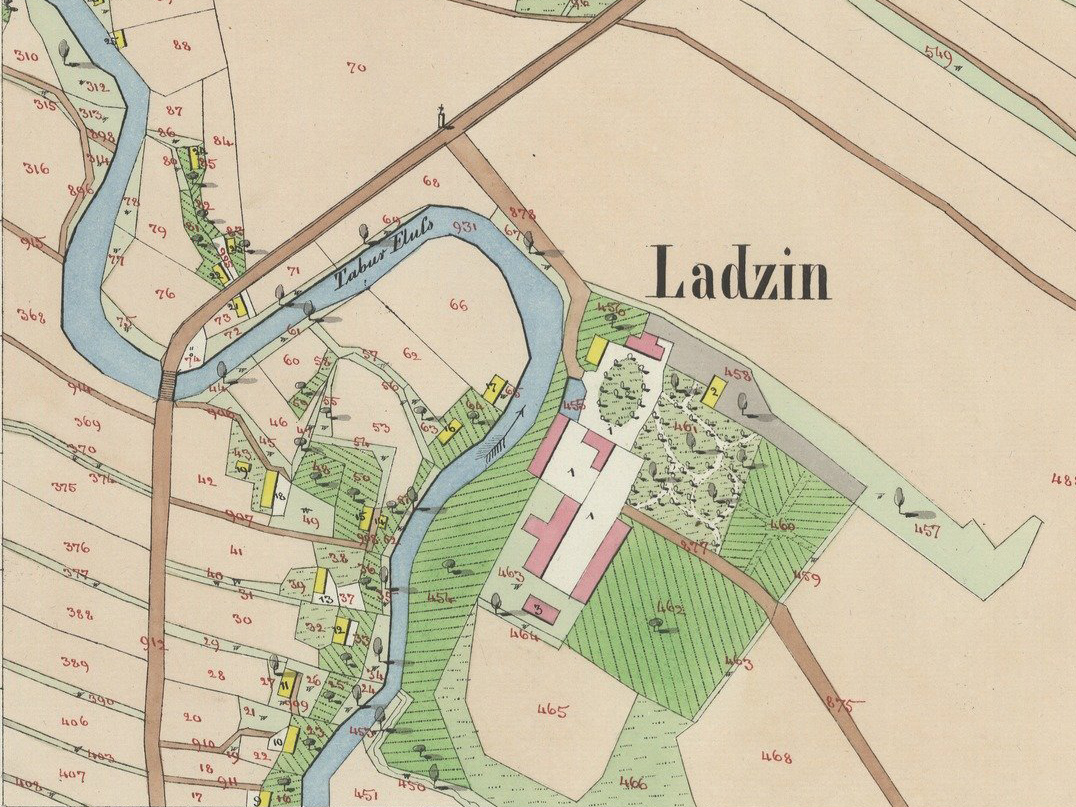
Ladzin w 1851
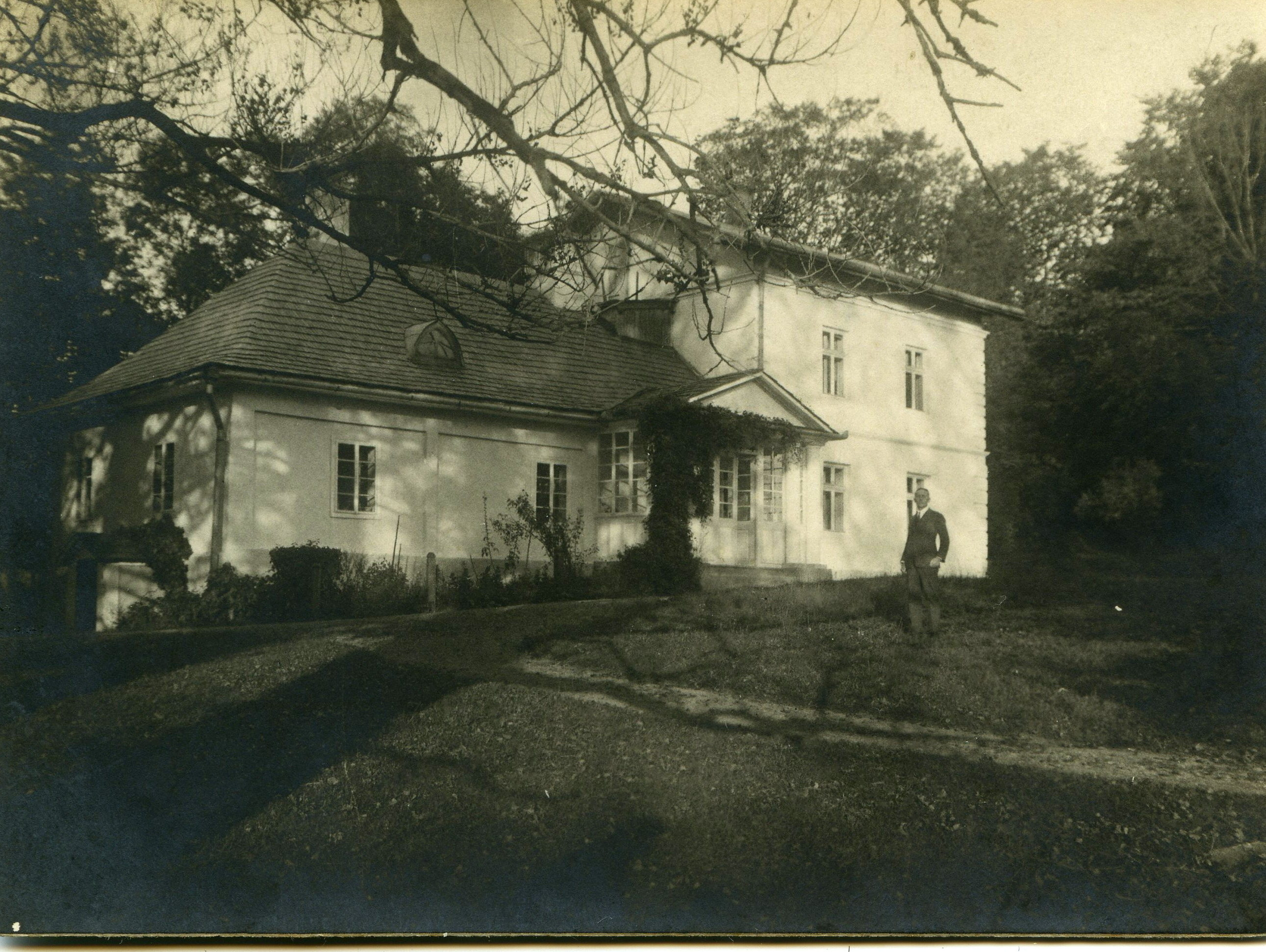
Dwór w Ladzinie w 1928